# Wernigerode (district)
Districtul Wernigerode a fost un Kreis în landul Saxonia-Anhalt, Germania la data de 1 iulie 2007, prin unirea districtelor Halberstadt, Wernigerode și Quedlinburg s-a format Harz (district). 
1. ↑  Bundesgesetzblatt, 27 septembrie 2004, p. 2350